# 纳如乡
纳如乡（藏語：ན་རོལ་），是中华人民共和国西藏自治区日喀则市江孜县下辖的一个乡镇级行政单位。

## 行政区划
纳如乡下辖以下地区：
桑顶村、萨玛村、恰曲村、日括村、出隆村、仲村、恰巴村、日贡布多村、吐如村和吐如岗村。